# Нарышкин, Николай Васильевич
Никола́й Васи́льевич Нары́шкин (Махо́тин; 12 июня 1938, Кадышево, Куйбышевская область — 2 декабря 2024, Москва) — общественный деятель, публицист, краевед, член Союза писателей России; профессор Казанского национального исследовательского технического университета им. А. Н. Туполева; Заслуженный работник культуры Российской Федерации, Почётный работник высшего профессионального образования Российской Федерации.
Исследователь философии, экономики, истории, культуры русской цивилизации и жизни русского крестьянина, автор более 400 работ.
В 2006 году в селе Астрадамовка Сурского района Ульяновской области открыт музей Н. В. Нарышкина «Энциклопедия русской жизни», насчитывающий более 500 экспонатов.

## Биография
Родился 12 июня 1938 году в Кадышеве-Покровском Карсунского района (ныне — Ульяновской области) в крестьянской семье Василия Ивановича и Анны Михайловны Нарышкиных; там же учился в школе.
В 1957 году окончил Сурский зоотехникум, в 1966 — юридический факультет Казанского государственного университета им. В. И. Ульянова-Ленина. С 1966 года — преподаватель политэкономии в Казанском авиационном институте им. А. Н. Туполева.
В 1972 году окончил аспирантуру Московского университета; в последующем до 2012 года преподавал политэкономию в Казанском авиационном институте им. А. Н. Туполева (1997—2012 — в должности профессора). 
В 1989—1999 годах — заместитель Председателя Центральной избирательной комиссии Республики Татарстан.
Умер 2 декабря 2024 года в возрасте 86 лет.

### Семья
Отец — Василий Иванович Нарышкин (1904—1985), мать — Анна Михайловна Нарышкина (1903—1990).
Жена — Людмила Михайловна Нарышкина.

## Научная деятельность
В 1972 году защитил кандидатскую диссертацию. Профессор Казанского национального исследовательского технического университета им. А. Н. Туполева.

### Избранные труды
- Долотказин К. И., Нарышкин Н. В., Тимирясов В. Г. Специализация в сельском хозяйстве : В помощь слушателям курса «Основы экономики и управления с.-х. производством» / Дом полит. просвещения Татар. обкома КПСС. — Казань : Б. и., 1973. — 32 с.
- Нарышкин Н. В. Произведения В. И. Ленина «Очередные задачи Советской власти», «Как организовать соревнование?», «Великий почин» и их значение для практики коммунистического строительства : (Метод. советы руководителям теорет. семинаров) / Дом полит. просвещения Татар. обкома КПСС. — Казань : Б. и., 1974. — 44 с.
- Нарышкин Н. В. Экономическое стимулирование развития специализации сельскохозяйственного производства : Автореф. дис. … канд. экон. наук : (08.00.01) / Моск. гос. ун-т им. М. В. Ломоносова. — М., 1972. — 23 с.

## Общественная деятельность и творчество
В 2003 году возглавлял оргкомитет по подготовке празднования 200-летия со дня рождения русского поэта Н. М. Языкова; к юбилею поэта написал книгу «Наш Поволжско-Посурский соловей…».
Член Союза писателей России. Действительный член Российской академии гуманитарных наук, академик Международной гуманитарной академии «Европа-Азия», почётный профессор Института культуры мира (ЮНЕСКО).

### Избранная публицистика

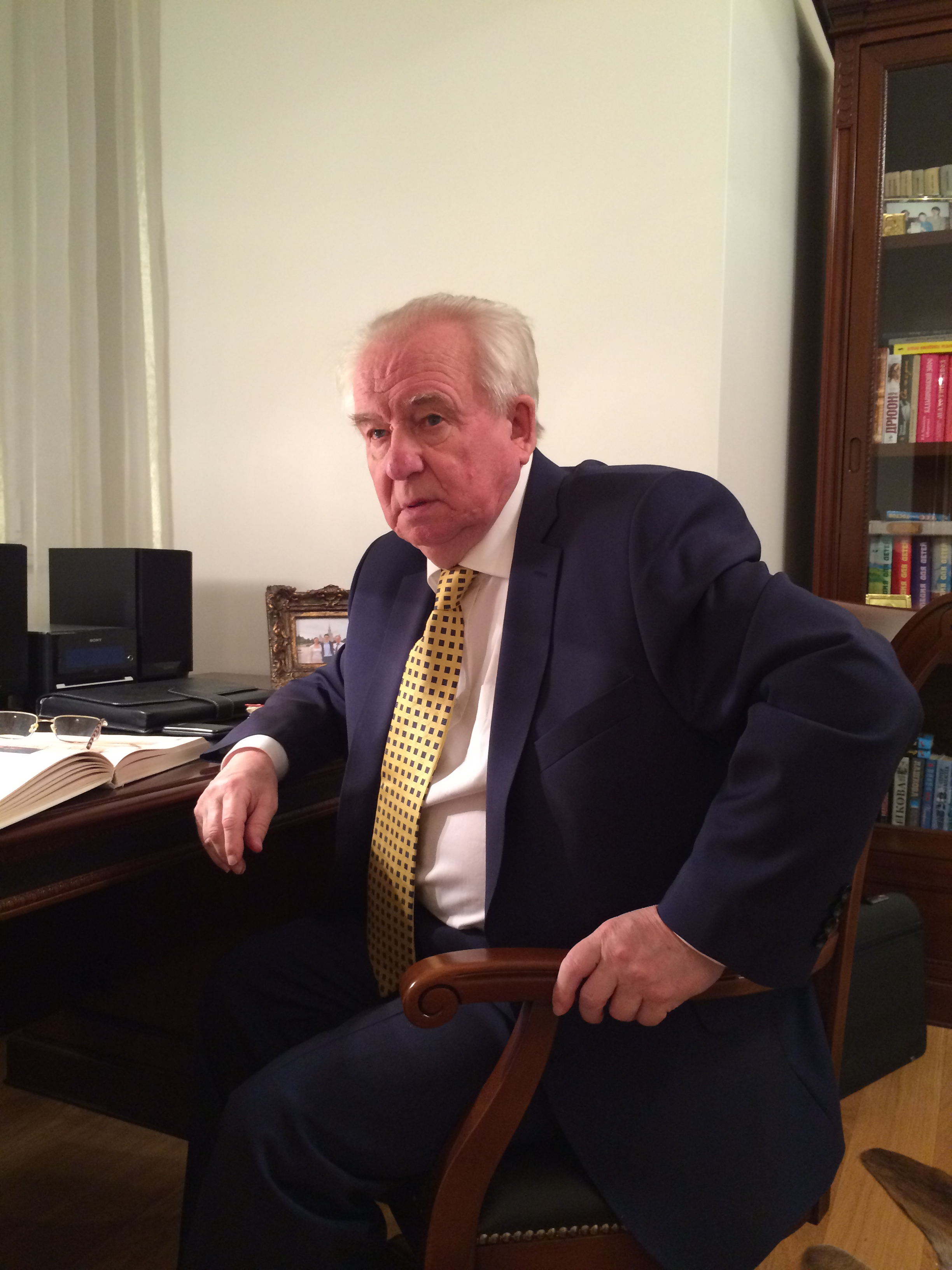

- Нарышкин Н. В. Моя Посурская сторона : поэма. — Казань : Слово, 2008. — 158, [1] с.
- Нарышкин Н. В. Наш Поволжско-Посурский соловей : повесть о судьбе русского национального поэта Николая Михайловича Языкова (1803—1846). — 2-е изд., доп., илл. — Казань : Слово, 2010. — 248 с.
  - … : . — 2-е изд., доп., ил. — Казань : Слово, 2010. — Систем. требования: Pentium 4 ; CD-ROM drive ; Windows’2000 ; зв. карта. 1 электрон. опт. диск (CD-ROM)
- Нарышкин Н. В. Половодье : время напряженного поиска выхода страны из состояния стагнации : некоторые публицистические работы 80-х — 90-х годов XX века. — Казань : Слово, 2009. — 101, [26] с.
- Нарышкин Н. В. Путями праведными к вершине жизни. — Казань : Слово, 2008. — 191 с. — (В кн. также материалы о фотоматериалы об авторе).
  - … . — Казань : Слово, 2008. — Систем. требования: Pentium 4 ; CD-ROM; drive ; Windows’2000 ; зв. карта. 1 электрон. опт. диск (CD-ROM)
- Нарышкин Н. В. Сад отца : величальная песнь великому народу благословенного Посурского края. — [4-е изд., доп.]. — Казань : Слово, 2008. — 282 с.
- Нарышкин Н. В. Сквозь пелену времен : афоризмы из выступлений на творческих встречах с молодежью в разных селениях древнего Поволжско-Плсурского края Великой Российской Державы. — Казань : Слово, 2008. — 60 с.
- Нарышкин Н. В. Электронные записи книг писателя и ученого Николая Васильевича Нарышкина (Махотина) и материалы о его жизни и творчестве . — Казань : [б.и.], cop. 2009. — Систем. требования: Pentium 4 ; CD-ROM; drive ; Windows’2000 ; зв. карта. 1 электрон. опт. диск (CD-ROM)
- Махотин извоз. — 1998.
- Мятущаяся Россия. — 1999.
- Священная Сура. — 2000.
- Кадышевский эпос. — 2002.
- Разговор Праведника с нечестивцем. — 2002.
- Русский дневник. — 2004—2014. — Т. 1-11.[3]

## Награды и признание
- Заслуженный работник культуры Российской Федерации
- Почётный работник высшего профессионального образования Российской Федерации
- медаль Республики Татарстан «За доблестный труд»
- Заслуженный работник культуры Республики Татарстан
- почётный знак Ульяновской области «За веру и добродетель»
- медаль «За заслуги перед Мамадышским районом»[4]
- почётный гражданин Карсунского района, села Кадышево.

Имя Н. В. Нарышкина присвоено школе села Кадышева Карсунского района Ульяновской области.

## Музей Н. В. Нарышкина «Энциклопедия русской жизни»
Музей «Энциклопедия российской жизни» Н. В. Нарышкина был открыт в Астрадамовской средней школе в 2006 году, стал центром нравственного, патриотического, духовного и интернационального воспитания молодёжи. В нём представлены произведения Н. В. Нарышкина, а также личные экспонаты.

## Отзывы
В 1998—2008 годы в периодической печати Москвы, Татарстана, Чувашии, Ульяновской области, Мордовии и других регионов России опубликовано около пятисот книг, брошюр, статей и заметок, посвящённых творчеству и подвижничеству Н. В. Нарышкина.

Каждый день писателя Н. В. Нарышкина — … это работа по сохранению национального культурного достояния, исторических памятников и достопамятных мест, в частности, музея-усадьбы Н. М. Языкова. Главная цель такой деятельности — воспитание ответственности человека перед грядущими поколениями за сохранение духовных богатств. Просветитель Поволжско-Посурской земли Н. В. Нарышкин выполняет великую миссию, дело всей своей жизни — собирание русских людей для защиты Языка, Культуры, Веры, России как многонационального великого государства.— Т. И. Кузьмина, учитель русского языка и литературы Вешкаймской школы № 2

Мы гордимся, что являемся земляками замечательного человека, подвижника, пропагандиста — Николая Васильевича Нарышкина. Родившийся в старинном селе Кадышеве в простой крестьянской семье, он стал для людей духовным пастырем, хранителем истории, устоев крестьянского быта и воспевателем красоты родной природы и простых тружеников.— В. Чубаров, глава администрации Карсунского района

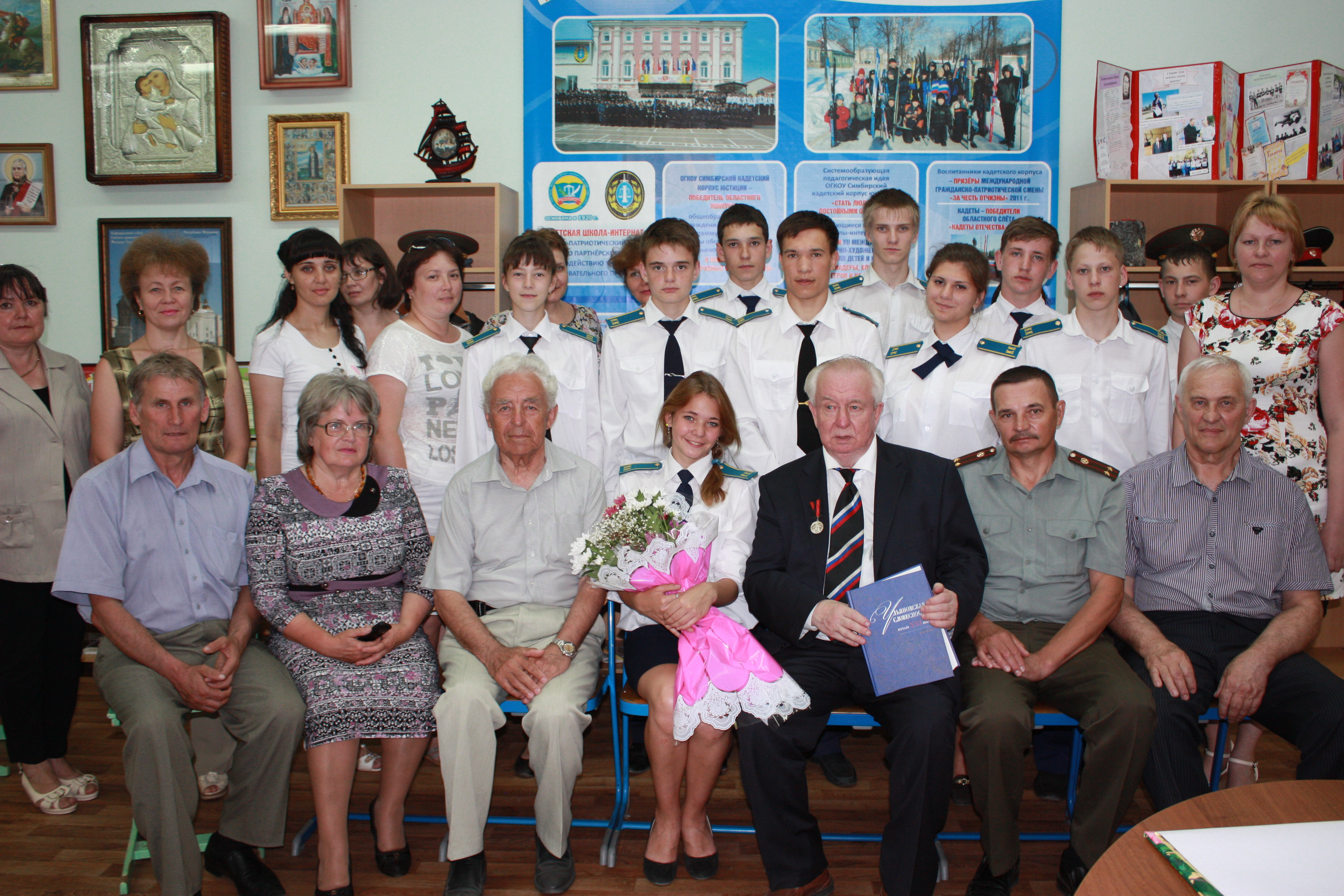
Встреча с учащимися и преподавателями Карсунской кадетской школы-интернат
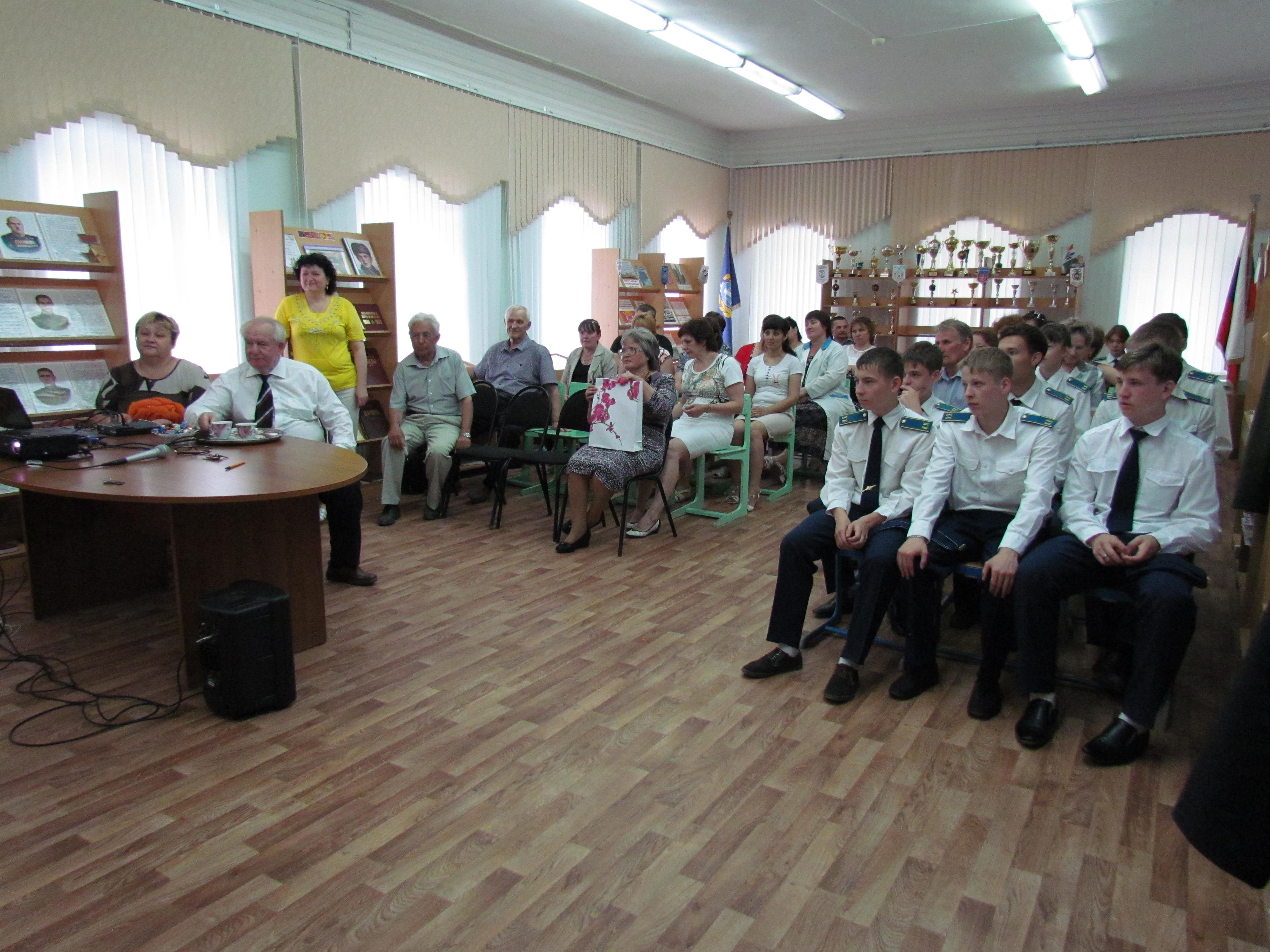
Встреча с учащимися и преподавателями Карсунской кадетской школы-интернат
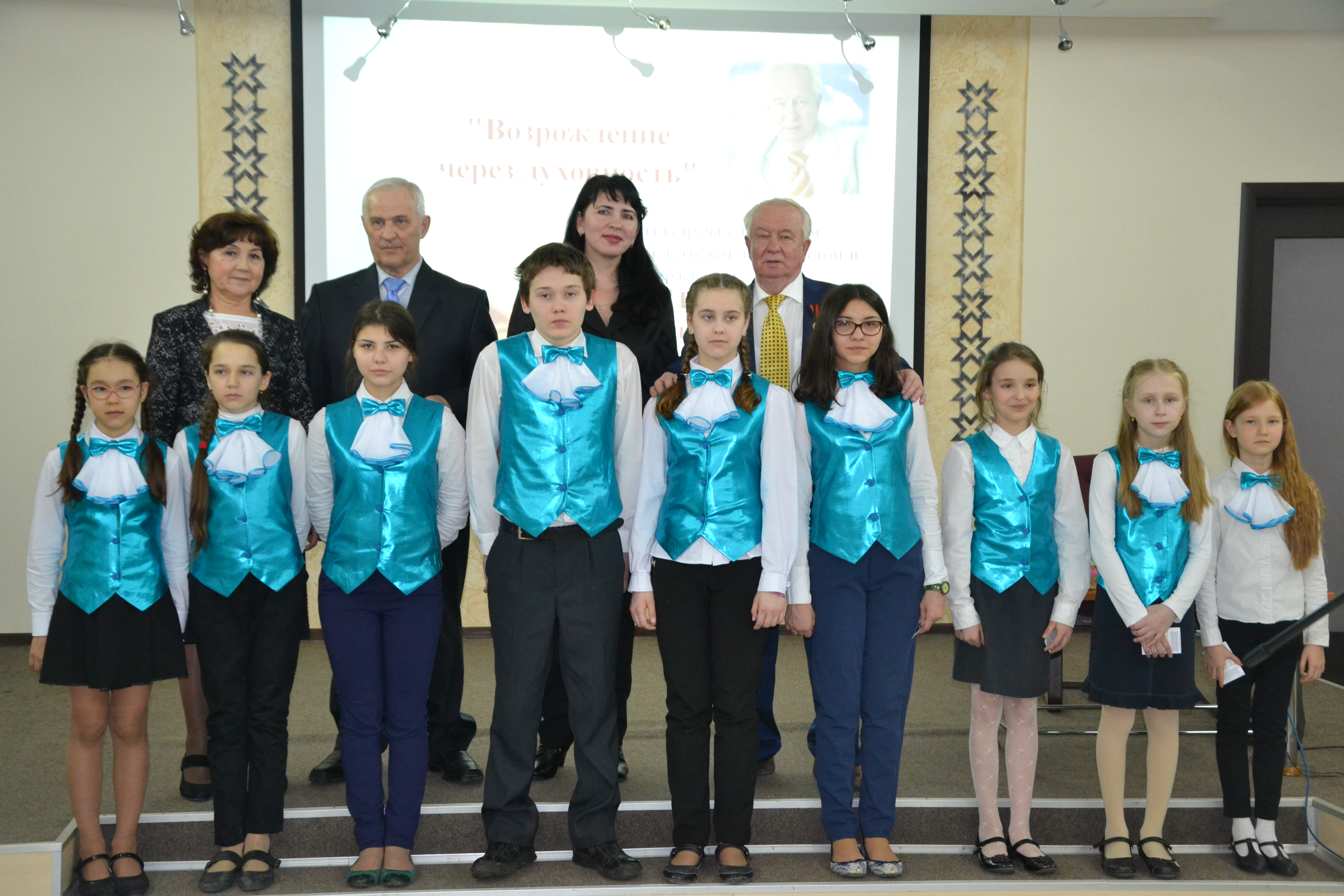
Выступление ансамбля «Акварель» п/р В. В. Кузнецова на встрече с читателями (Национальная библиотека Чувашии, 9.4.2015, Чебоксары)
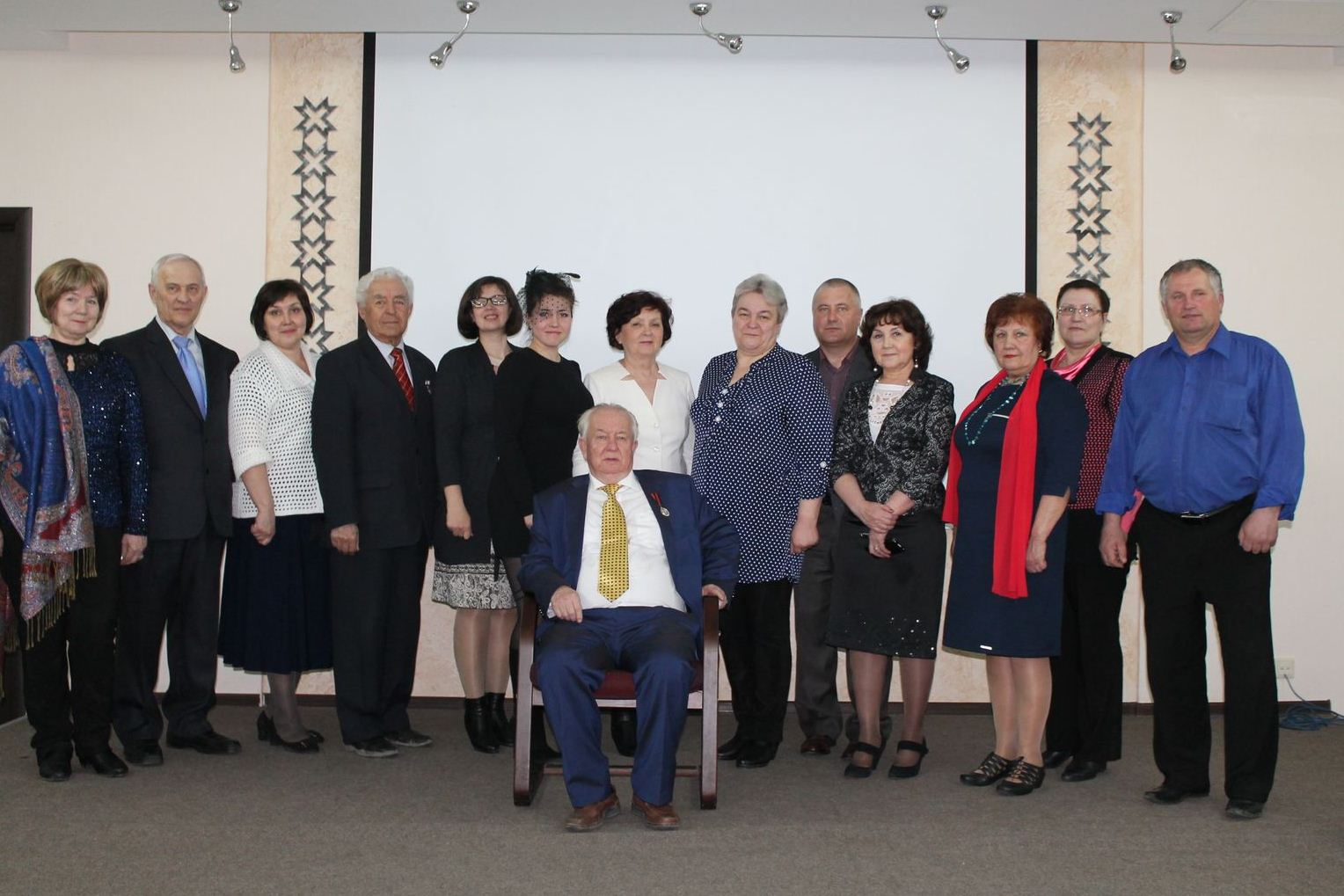
Делегация Ульяновской области на встрече с читателями (Национальная библиотека Чувашии, 9.4.2015, Чебоксары)
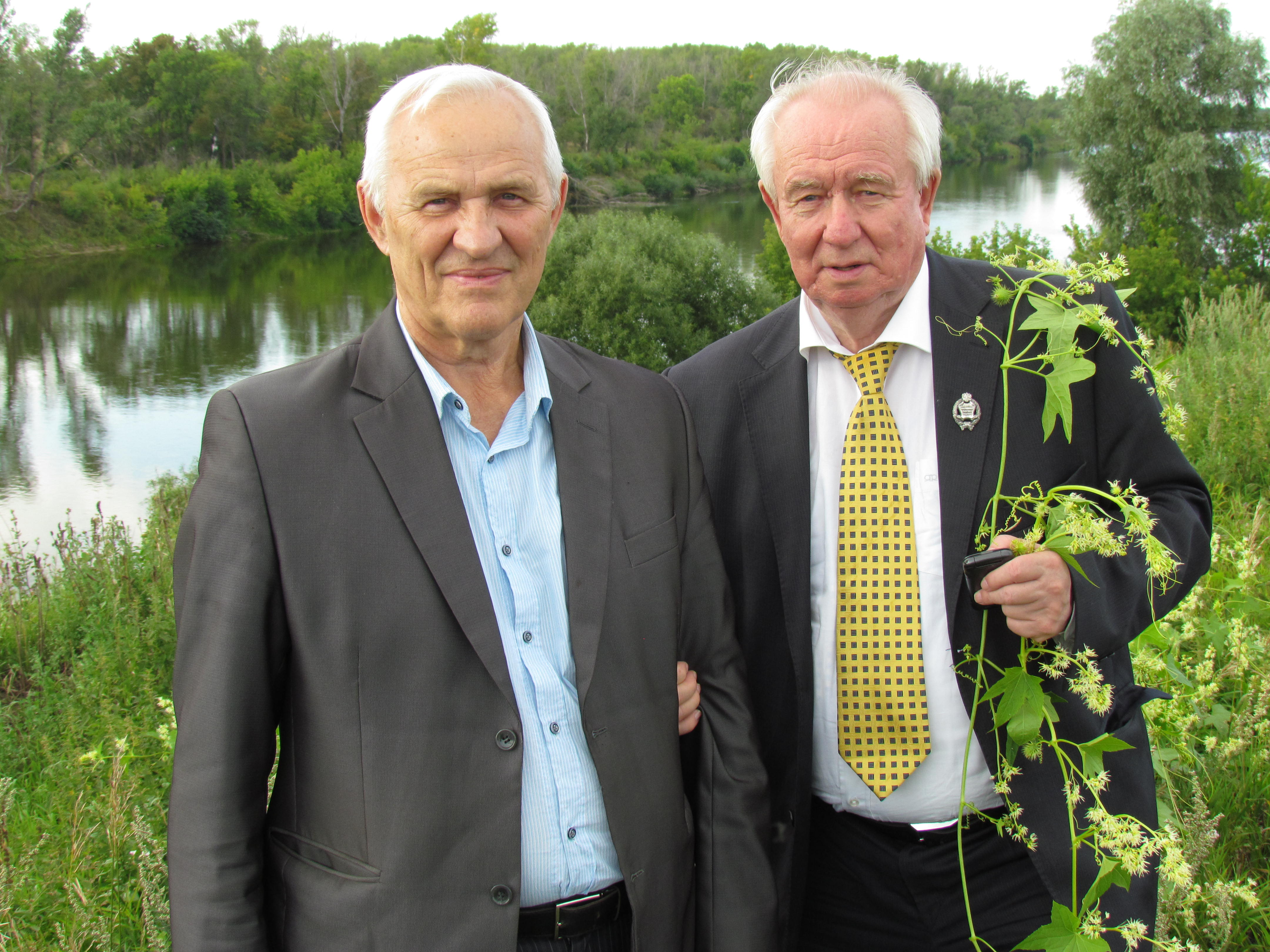
Н. В. Нарышкин со своим другом поэтом и композитором В. В. Кузнецовым на берегу р. Суры. 7.8.2015
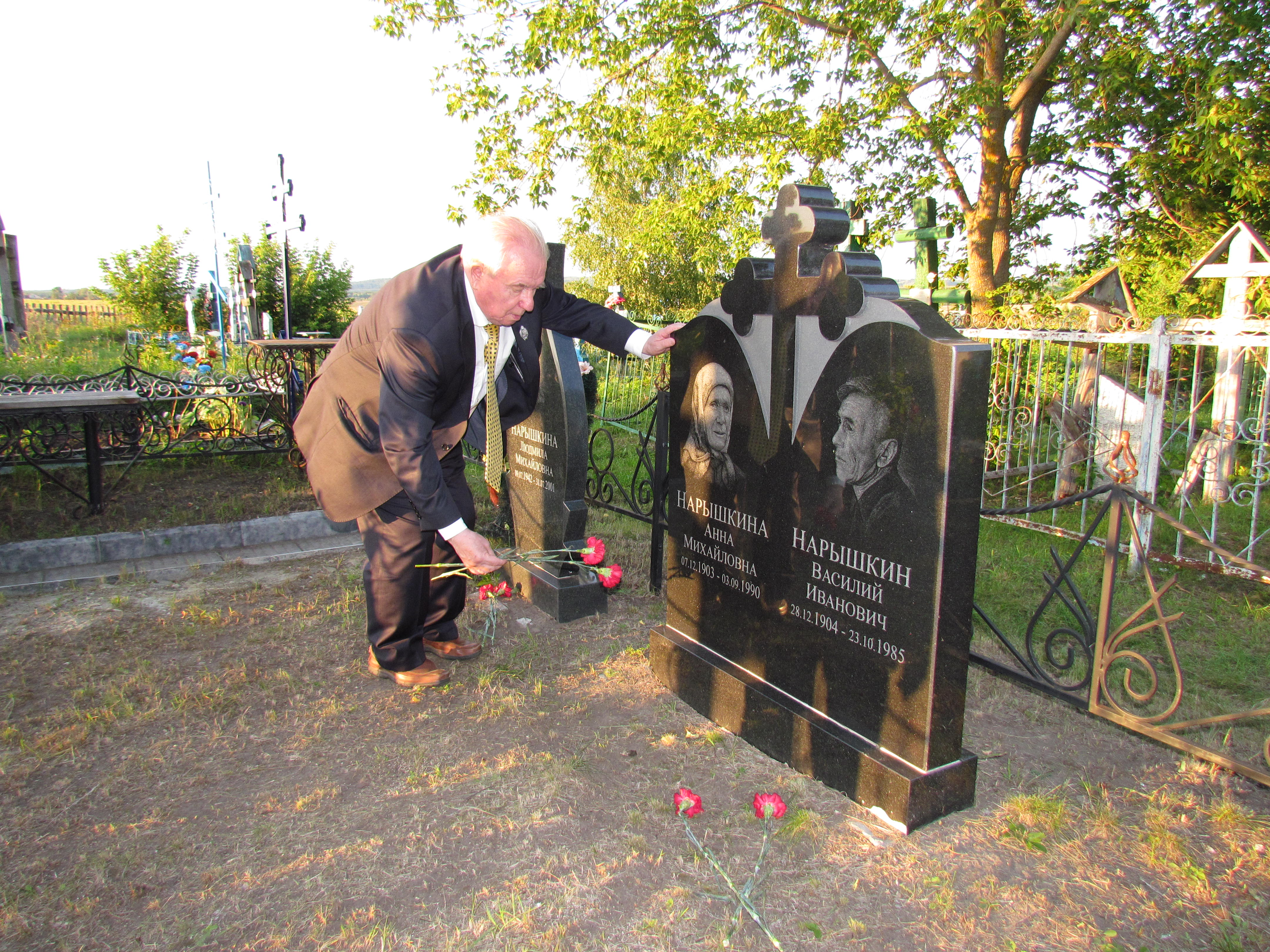
Н. В. Нарышкин возлагает цветы на могилу своих родителей и жены